# WFV-Pokal 2011/12
Der WFV-Pokal 2011/12`war die 60. Ausgabe des WFV-Pokals als höchstem Pokalwettbewerb des Württembergischen Fußballverbands. Der seinerzeitige Drittligist 1. FC Heidenheim verteidigte seinen Titel mit einem 2:0-Endspielerfolg über SG Sonnenhof Großaspach. Mit dem Gewinn des WFV-Pokals qualifizierte sich der Klub für den DFB-Pokal 2012/13.
Der Titelgewinn war der vierte Pokalsieg in der Geschichte des 1. FC Heidenheim, der in den vier Vorjahren jeweils mindestens das Halbfinale erreicht hatte. In den folgenden zwei Spielzeiten verteidigte die Mannschaft jeweils den Titel, ehe sie nach dem Aufstieg in die 2. Bundesliga nicht mehr teilnahmeberechtigt war. Der Regionalligist aus Großaspach, der als Vizemeister der Regionalliga-Spielzeit 2011/12 im Endspiel antrat, verpasste bei seiner zweiten Finalteilnahme den zweiten Titelgewinn nach 2009.
Die ersten drei Runden des Pokalwettbewerbs wurden in vier regionalen Gruppen ausgetragen. Ab dem Achtelfinale wurde verbandsweit gespielt.

## Achtelfinale
|                              | Ergebnis  |                         |
| ---------------------------- | --------- | ----------------------- |
| SG Sonnenhof Großaspach II   | 1:4       | VfB Neckarrems          |
| FV 08 Rottweil               | 0:4       | Stuttgarter Kickers     |
| SV Reinstetten               | 0:6       | FV Illertissen          |
| SV Zimmern ob Rottweil       | 3:5 n. E. | SSV Reutlingen 05       |
| FV Ravensburg                | 0:1       | 1. FC Heidenheim        |
| VfR Aalen II                 | 3:1       | 1. FC Normannia Gmünd   |
| Sportfreunde Schwäbisch Hall | 1:3       | VfR Aalen               |
| FV Illertissen II            | 0:2       | SG Sonnenhof Großaspach |

* Klassentiefere Mannschaften genießen Heimrecht

## Viertelfinale
|                         | Ergebnis   |                     |
| ----------------------- | ---------- | ------------------- |
| SG Sonnenhof Großaspach | 1:0        | Stuttgarter Kickers |
| VfR Aalen II            | 1:3        | 1. FC Heidenheim    |
| FV Illertissen          | 8:7 n. E.  | SSV Reutlingen 05   |
| VfB Neckarrems          | 9:10 n. E. | VfR Aalen           |

* Klassentiefere Mannschaften genießen Heimrecht

## Halbfinale
|                         | Ergebnis |                  |
| ----------------------- | -------- | ---------------- |
| FV Illertissen          | 0:5      | 1. FC Heidenheim |
| SG Sonnenhof Großaspach | 2:0      | VfR Aalen        |

* Klassentiefere Mannschaften genießen Heimrecht

## Finale
| Paarung   | SG Sonnenhof Großaspach – 1. FC Heidenheim         |
| Ergebnis  | 0:2 (0:0)                                          |
| Datum     | 9. Mai 2012                                        |
| Stadion   | Scholz-Arena, Aalen                                |
| Zuschauer | 2.100                                              |
| Tore      | 0:1 Tobias Rühle (71.), 0:2 Marc Schnatterer (74.) |